# Río Albashí
El río Albashí (del ruso: Албаши́) es un río del krai de Krasnodar, en las llanuras de Kubán-Priazov, en el sur de Rusia. Discurre por los raiones de Leningrádskaya, Kanevskaya y Primorsko-Ajtarsk.

## Curso
Nace 5 km al oeste de Leningrádskaya y discurre en dirección principalmente en dirección oeste dejando en sus orillas las localidades (de fuente a desembocadura) de: Beriózanski, Novominskaya (donde recibe las aguas del arroyo Jailova por la derecha y las del Vyrvijvist por la izquierda), Vostochni, Krasni Ochag, recibe al Zholtye Kopani por la derecha, Novodereviánkovskaya, recibe al Varakutina por la izquierda, Razdolni y Albashí, ya situados a orillas del llamado limán Albashinski.
Es un río de carácter muy tranquilo de régimen nivopluvial, que en la estación seca llega a secarse en algunos tramos. El lecho del río es muy cenagoso. A partir de Novodereviánkovskaya (cota 0 m.s.n.m) su cursó se convierte en un estuario compuesto de marismas en las que abundan las playas arenosas y los juncos. Hasta esa localidad tiene 57 km. Desemboca en el mar de Azov a través del limán Kushchevaty y el Beisugski. Hasta este último limán, el río tiene 73 km.
Entre las especies que viven en el río se hallan la perca, el lucio, la carpa, el rutilo, el gardí y la   lucioperca, entre otros.